# Babyči (okres Mukačevo)
Babyči (ukrajinsky Бабичі, maďarsky Bábakút) je obec v okrese Mukačevo v Zakarpatské oblasti Ukrajiny. Patří do Čynadijevské vesnické komunity. Osadou obce Babyči je Dilok. V roce 2025 zde žilo 962 obyvatel; v celé obci pak 1294 obyvatel.

## Historie
První písemná zmínka o obci, tehdy s názvem Babosfalva, pochází z roku 1478. Pozdější maďarský název obce Bábakút vznikl v roce 1889 po sloučení obcí Babafolvo a Kutkafolvo, název vznikl spojením předpon obou názvů obcí. Do uzavření Trianonské smlouvy byla ves součástí Uherska, poté byla součástí Československé první republiky. V roce 1922 byla vedena pod názvem Babič Pokuty.